# Microinfluenciador
Microinfluenciador é o influenciador de redes sociais que tem até 100 mil seguidores, uma camada dentro do marketing de influência. 
Esses produtores de conteúdo que compartilham seu lifestyle e interesses nas redes sociais não são celebridades, mas formadores de opinião que provocam uma mudança no comportamento e na mentalidade dos seus seguidores, intervindo nas decisões de compra a favor de uma determinada marca.
Ao contrário das grandes celebridades, eles possuem uma audiência mais engajada, fiel e com maior taxa de conversão por ter um público mais segmentado, fazendo com que o retorno sobre o investimento seja maior do que em perfis de grandes influencers.